# Odontorchilus branickii
El cucarachero dorsigrís (Odontorchilus branickii) es una especie de ave paseriforme, una de las dos pertenecientes al género Odontorchilus que integra la familia Troglodytidae. Se encuentra en Bolivia, Colombia, Ecuador y Perú. Su hábitat natural es el bosque húmedo.